# Television Kanagawa
Television Kanagawa (TVK, TV Kanagawa) – japońska stacja telewizyjna, założona w 1971 roku.